# Дідюєво (присілок)
Дідю́єво (рос. Дедюево) — присілок у складі Топкинського округу Кемеровської області, Росія.

## Населення
Населення — 36 осіб (2010; 180 у 2002).
Національний склад (станом на 2002 рік):
- росіяни — 92 %